# Aceria genistae
Aceria genistae är en spindeldjursart som först beskrevs av Alfred Nalepa 1891.  Aceria genistae ingår i släktet Aceria och familjen Eriophyidae. Inga underarter finns listade i Catalogue of Life.